# Unisaccus brisbanensis
Unisaccus brisbanensis är en plattmaskart. Unisaccus brisbanensis ingår i släktet Unisaccus och familjen Haploporidae. Inga underarter finns listade i Catalogue of Life.